# Torrebesses
Torrebesses (em catalão e oficialmente) ou Torrebeses (em castelhano) é um município da Espanha na comarca de Segrià, província de Lérida, comunidade autónoma da Catalunha. Tem 27,6 km² de área e em 2021 tinha 298 habitantes (densidade: 10,8 hab./km²).

## Demografia
| Variação demográfica do município entre 1991 e 2004[carece de fontes?] | Variação demográfica do município entre 1991 e 2004[carece de fontes?] | Variação demográfica do município entre 1991 e 2004[carece de fontes?] | Variação demográfica do município entre 1991 e 2004[carece de fontes?] |
| ---------------------------------------------------------------------- | ---------------------------------------------------------------------- | ---------------------------------------------------------------------- | ---------------------------------------------------------------------- |
| 1991                                                                   | 1996                                                                   | 2001                                                                   | 2004                                                                   |
| 359                                                                    | 339                                                                    | 323                                                                    | 298                                                                    |